# Umm al-Fath (II)
Umm al-Fath (II), död före 1450, var en nasridisk prinsessa. 
Eftersom det fanns två andra prinsessor med samma namn under samma sekel har hon kallats Umm al-Fath II. 
Umm al-Fath var dotter till Yusuf II och syster till Ismail III, Yusuf III and Muhammad VII; hennes mor var en okänd konkubin. Som andra nasridiska prinsessor var hon formellt ekonomiskt oberoende, eftersom islamisk lag gav kvinnor rätt att bestämma över sitt eget arv, förutsatt att de gjorde det på avstånd och inte lämnade haremet. I enlighet med nasridisk sed gifte hon sig med sin kusin, Muhammad IX. Paret fick två döttrar: Aisha och Fatima. Hon var inte sin makes enda gemål, då de nasridiska regenterna hade flera hustrur och slavkonkubiner, men utöver henne tycks endast Zahr al-Riyad vara känd till namnet. 
Umm al-Fath uppges ha haft en god relation till sina bröder Yusuf III och Muhammad VII, och fungerat som deras rådgivare. När hennes make 1419 avsatte hennes brorson, Yusuf III:s son, gav Umm al-Fath sitt godkännande till denna stöld och legitimerade därmed kuppen. 
Äktenskap mellan kusiner var den etablerade seden inom nasridernas dynasti för att säkra fred inom familjen, behålla dess rikedom och legitimera tronanspråk. Äktenskapet mellan Umm al-Fath och Muhammad VII beskrivs dock som ovanligt eftersom det ska ha varit ett kärleksäktenskap, var "mycket närmre än vad som var vanligt mellan kusiner", och att hon fungerade som sin makes rådgivare. Ibn ‘Asim förklarade att både heder och lycka kom från deras gemensamma förfäder. 
Hon studerade teologi och prisades för sin välgörenhet och donationer till moskéer, religiösa studier och andra religiösa och filantropiska verksamheter. 
Liksom för de flesta andra kvinnor ur hennes dynasti är datumen för hennes födelse och död okända, men hon bör ha dött före 1450 därför att ett verk som prisar henne vid den tidpunkten beskriver hennes makes minnen av sin döda hustru. 
Hennes biografi ingick i ett samtida propagandaverk om hennes make, Junnat al- rida ϔi l-taslim li-ma qaddara Allah wa-qad a av visiren Ibn ‘Asim från 1450. 
I enlighet med muslimsk sed skulle respektabla kvinnor helst inte lämna några spår efter sig, och kvinnliga medlemmar ur den nasridiska dynastin beskrivs sällan, vilket gör biografin ovanlig även om den inte ska betraktas som helt trovärdig. 